# Paradoxophthirus emarginata
Paradoxophthirus emarginata ist eine in China vorkommende Art der Tierläuse, die als Ektoparasit das Père-David-Rothörnchen befällt. Sie ist der einzige Vertreter der Gattung Paradoxophthirus. In der Erstbeschreibung ordnete Gordon Floyd Ferris die Art als Hoplopleura emarginata der Gattung Hoplopleura zu.

## Merkmale
Weibchen sind 1,75 mm lang, Männchen ca. 1 mm. Die Art zeigt Merkmale sowohl der Hoplopleuridae als auch der Polyplacidae. Der Kopf ist relativ lang, vorn spitz zulaufend und trägt jeweils oben und unten ein Paar kleiner sklerotisierter Platten. Die thorakale Sternalplatte ist groß und breit. Die Pleuralplatten sind klein und überlappend, im zweiten Segment mit einem kleinen bauchseitigen Zahn, im dritten bis sechsten mit einem Zahn beidseits an den Außenecken. Im zweiten bis sechsten Segment tritt jeweils ein Paar schlanker Borsten (Setae) auf, von denen das rückenseitige länger ist. Im siebten und achten tritt ein gewöhnliches Borstenpaar auf. Die Sternal- und Tergalplatten des Abdomens sind schwach entwickelt. An den meisten Segmenten sind 6 bis 10 zarte Borsten ausgebildet.